# 阿塔瓦波河畔聖費爾南多

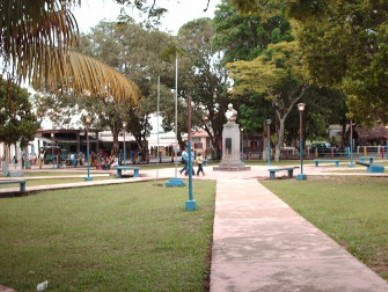

阿塔瓦波河畔聖費爾南多是委內瑞拉的城鎮，由亞馬遜州負責管轄，位於該國西南部，始建於1758年，海拔高度65米，2007年人口約15,000。
4°03′N 67°42′W / 4.050°N 67.700°W